# Zaitunia
Genre
Zaitunia est un genre d'araignées aranéomorphes de la famille des Filistatidae.

## Distribution
Les espèces de ce genre se rencontrent en Asie centrale, au Asie de l'Est et dans l'Est de l'Europe du Sud.

## Liste des espèces
Selon World Spider Catalog (version 25.0, 01/03/2024) :
- Zaitunia afghana (Roewer, 1962)
- Zaitunia akhanii Marusik & Zamani, 2015
- Zaitunia alexandri Brignoli, 1982
- Zaitunia annulipes (Kulczyński, 1908)
- Zaitunia arabica Marusik & Zonstein, 2023
- Zaitunia beshkentica (Andreeva & Tystshenko, 1969)
- Zaitunia brignoliana Zonstein & Marusik, 2016
- Zaitunia darreshurii Zamani & Marusik, 2018
- Zaitunia ferghanensis Zonstein & Marusik, 2016
- Zaitunia feti Zonstein & Marusik, 2016
- Zaitunia halepensis Zonstein & Marusik, 2016
- Zaitunia huberi Zonstein & Marusik, 2016
- Zaitunia inderensis Ponomarev, 2005
- Zaitunia kerkyra Lecigne, 2023
- Zaitunia kunti Zonstein & Marusik, 2016
- Zaitunia logunovi Zonstein & Marusik, 2016
- Zaitunia maracandica (Charitonov, 1946)
- Zaitunia martynovae (Andreeva & Tystshenko, 1969)
- Zaitunia medica Brignoli, 1982
- Zaitunia minoica Zonstein & Marusik, 2016
- Zaitunia minuta Zonstein & Marusik, 2016
- Zaitunia persica Brignoli, 1982
- Zaitunia psammodroma Zonstein & Marusik, 2016
- Zaitunia rufa (Caporiacco, 1934)
- Zaitunia schmitzi (Kulczyński, 1911)
- Zaitunia spinimana Zonstein & Marusik, 2016
- Zaitunia vahabzadehi Zamani & Marusik, 2016
- Zaitunia wunderlichi Zonstein & Marusik, 2016
- Zaitunia zagrosica Zamani & Marusik, 2018
- Zaitunia zonsteini Fomichev & Marusik, 2013

## Systématique et taxinomie
Ce genre a été décrit par Lehtinen en 1967 dans les Filistatidae.

## Publication originale
- Lehtinen, 1967 : « Classification of the cribellate spiders and some allied families, with notes on the evolution of the suborder. » Annales Zoologici Fennici, vol. 4, p. 199-468.